# Luis Enrique José de Borbón-Condé
Luis VI José de Borbón (París; 13 de abril de 1756-Saint-Leu-la-Forêt; 27 de agosto de 1830), noveno y último Príncipe de Condé y Duque Enghien, además de Príncipe de Sangre Real. Fue el único hijo de Luis José de Borbón-Condé y de Carlota de Rohan.

## Primeros años
Se casó en 1770 con Batilde de Orleans, hija de Luis Felipe I de Orleans y de Luisa Enriqueta de Borbón-Conti. Él solamente contaba con 14 años y era considerado como muy joven para consumar el matrimonio, por lo que su esposa volvió a internarse en el convento del que venía, una vez terminada la boda, sin embargo él la raptó y el matrimonio se consumó.
Solamente tuvieron un hijo Luis Antonio Enrique de Borbón-Condé, último duque de Enghien.
En 1778 durante un baile de máscaras, se produjo un altercado entre la duquesa de Borbón, su esposa, y el Duque de Artois, hermano del rey Luis XVI. Al amanecer se batió con Artois en duelo en el Bosque de Boulogne para vengar la afrenta. Dos años más tarde se separa de su esposa, culpable de burlarse de los Condé en una obra de teatro.
En 1789 emigra con su padre y su hijo Luis Antonio Enrique, huyendo de Francia tras la Toma de la Bastilla. En un primer momento combate en el Ejército de los Emigrantes, comandado por su padre y más tarde, en 1792 se traslada a los Países Bajos para organizar su propio Ejército. Tres años más adelante preparó la expedición, fallida, del Conde de Artois en Vandea. 
En 1801 se exilia con su padre a Londres.
En 1814 volvió a Francia y durante los Cien Días trató de organizar una resistencia en contra de Napoleón Bonaparte, antes de huir a España. Durante la segunda restauración, al morir su padre, fue nombrado Gran Maestre de Francia (1818).

## Vida familiar
En 1780 se separa de su mujer por la afrenta a su familia en la obra de teatro.
Más adelante tuvo dos hijas naturales con la cantante de ópera Margarita Catalina Michelot:
- Adelaida Carlota Luisa (1780-1874), casada en 1803 con Patricio Gabriel Monressus, Conde de Rully. Al enviudar en 1831 volvió a casarse con Guy de Chaumont, Conde de Quitry y Chambelán del Emperador Napoleón I.

- Luisa Carlota Aglaé (1782-1831)

Durante el exilio forzado en Inglaterra llevó una vida muy lujosa y conoce en una "casa de citas" en Picadilly a una simple sirvienta de nombre Sophie Dawes, quien se convierte en su amante y a quien educa. A su retorno en Francia ella lo acompaña. Cuando decide separarse de ella, la casa con el barón de Feuchères.

## Las extrañas circunstancias de su muerte
En 1829 Luis Enrique escribe un testamento en el que señalaba a Sofía Dawes (su antigua amante) con una herencia de dos millones de francos, sus castillos y las relativas propiedades que poseía en Francia, bajo la condición de crear un orfanato para los hijos de los soldados del ejército de la contrarrevolución. El resto de sus bienes (algo así como 66 millones de francos) se los entrega a su sobrino y ahijado Enrique de Orleans, hijo de Luis Felipe de Orleans, futuro rey de Francia.
La mañana de 27 de agosto de 1830, poco después de los eventos de la Monarquía de Julio, el príncipe de Condé (o como era más comúnmente llamado, duque de Borbón) fue encontrado estrangulado con una cuerda en el cuello, cuyo extremo se encontraba atado a una ventana, aunque extrañamente los pies del duque tocaban tierra. Nada en la vida de Luis Enrique hacía presagiar una acción suicida. 

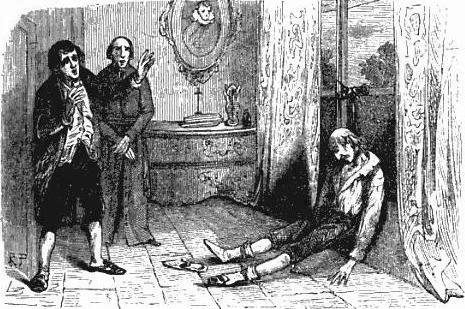
El cuerpo del Príncipe. Grabado de lHistoire de Luis Felipe I de Francia, 1847.

Rápidamente circuló el rumor que había sido mandado a asesinar por Luis Felipe de Orleans y su esposa María Amalia para hacerse con la fortuna heredada de su hijo.
El confesor de Luis Enrique, el abad Pellier de Lacroix, declaró públicamente que el último príncipe de Condé era inocente de su muerte (el suicidio era proscrito como delito y herejía). La tesis del asesinato, sin pruebas concretas, se basaba en la presunta intención que tenía Condé en modificar su testamento en favor de Enrique de Artois, duque de Burdeos. Al saber esto, los padres del heredero habrían encargado el asesinato simulando un suicidio.
Los Orleans y sus seguidores se empecinaron en demostrar su inocencia basándose en la amistad que tenían con Condé, además de las falta de pruebas de que este último quisiera modificar su testamento.
Hoy se sostiene que la causa más probable haya sido un intento de estrangulamiento practicado con fines eróticos (asfixia autoerótica). En esto habría estado implicada su antigua amante la baronesa de Feuchères, quien en un intento de encubrir la vergonzosa situación, simuló un suicidio con la ayuda de su hermano.
Pero la baronesa, que fue públicamente sospechosa, no fue jamás llamada a declarar.
| Predecesor: Luis V de Condé | Príncipe de Condé 1818 -1830 | Sucesor: Extinción de la dinastía |